# Willem Barendsz (schip, 1955)
De Willem Barendsz (II) was het tweede Nederlandse walvisfabrieksschip (na de Willem Barendsz (I)). Het werd tussen 1955 en 1964 werd gebruikt als moeder- en fabrieksschip voor negen walvisvaartexpedities in de wateren rond Antarctica voor de Nederlandsche Maatschappij voor de Walvischvaart (NMW).
Het schip werd in 1951 door de NMW besteld bij de scheepswerf NV Dok en Werf Maatschappij Wilton-Fijenoord te Schiedam. De doop en tewaterlating van het schip op 20 november 1954 was een nationale gebeurtenis met enorme media-aandacht en werd gezien als een belangrijke exponent van de naoorlogse wederopbouw. De overdracht van de werf aan de eigenaar vond plaats op 9 juli 1955.
In 1964 besloot de NMW om het bedrijf te staken vanwege toenemende vangstbeperkingen. Om de vangstrechten voor de seizoenen 1964/65 en 1965/66 te gelde te kunnen maken, moest gelijktijdig ook het schip verkocht worden. Dit gebeurde in 1964, maar zodanig dat het schip onmiddellijk weer teruggekocht werd. Daarna werd het schip verkocht aan Atlantic Harvesters (Pty) Ltd, een visserijonderneming in Zuid-Afrika die het schip na de nodige verbouwingen zou gebruiken voor de productie van vismeel, visolie en andere producten aan de Zuid-Afrikaanse kust. Hiertoe werd speciaal Willem Barendsz Co Ltd opgericht, waarin de NMW een aandeel nam. Op 27 oktober 1965 werd het schip aan de nieuwe eigenaar overgedragen. Het bleef de naam Willem Barendsz dragen, maar nu met thuishaven Kaapstad. Op 8 februari 1966 vertrok het voorgoed uit Amsterdam op weg naar Kaapstad. Na een verbouwing kwam het in 1967 in de vaart.
In 1973 werd het schip verkocht aan Korea Wonyang Fisheries Co Ltd in Busan (Zuid-Korea) en omgedoopt in Yu Sin (officieel: Yu Sin Ho, hervormingsschip). Het werd omgebouwd tot vismeelverwerkingsschip. Op 5 mei 1974 vertrok het voor de eerste keer met een vloot van achttien vissersschepen voor het eerste visseizoen in de Beringzee, dat in oktober eindigde. In de daaropvolgende jaar werd het schip verder aangepast met diepvriesinstallaties en een tweede vismeelmachine. Op 5 mei 1976 vertrok het uit Busan voor het tweede visseizoen in de Beringzee, nu met een vloot van dertig vissersschepen. Als gevolg van dalende visquota's voor de Beringzee bleef het schip in de jaren daarna opgelegd, en werd het alleen incidenteel nog voor de Zuid-Koreaanse kust ingezet.
In 1978 werd het schip omgedoopt in Gae Cheog No I (officieel: Gae Cheog Ho No I, pioniersschip), in 1980 ingekort tot Gae Cheog. Pas in januari 1981 vertrok het weer vanuit Busan naar de Beringzee voor het derde visseizoen, dat nu tot november duurde. Dit herhaalde zich in de volgende jaren. In 1983 werd het schip echter weer opgelegd. In 1986 werd het schip omgedoopt in Ocean Pioneer en wederom ingezet in de Beringzee. In 1996 kreeg het schip de naam Gae Cheog weer terug.
In 2001 werd het schip verkocht aan een sloperij in Xinhui (provincie Guangdong, China). Op 1 juni 2001 kwam het in Xinhui aan. Daarna is het gesloopt.